# Distretto di Carterton
Il distretto di Carterton è un'autorità territoriale della Nuova Zelanda che si trova entro i confini delle regioni di Manawatu-Wanganui e di Wellington, nell'Isola del Nord. La sede del Consiglio distrettuale si trova nella città di Carterton.
La città di Carterton, fondata nel 1857, era originariamente conosciuta col nome di 3 mile Bush ("foresta di 3 miglia") e serviva come temporanea abitazione per i lavoratori impegnati nella costruzione della strada fra Wellington e Masterton, da cui dista circa 14 chilometri. Più tardi venne rinominata in onore di Charles Rooking Carter. La città si descrive come la "capitale neozelandese dei narcisi".
A Carterton vivono circa 4.000 persone (sui 7.000 che abitano l'intero Distretto); l'economia è principalmente incentrata sull'agricoltura.

## Curiosità
- Carterton afferma di essere la prima città del mondo ad aver avuto un sindaco transessuale, Georgina Beyer.
- A Carterton nacque Bob Charles, il primo mancino ad aver vinto un major di golf, il British Open del 1962.